# Ponte Erqi
Il Ponte Erqi (in cinese 武汉二七长江大桥 S, è un ponte strallato autostradale che attraversa il Fiume Azzurro nella città di Wuhan, nella provincia di Hubei, nella Cina orientale. È dotato di due campate principali da 616 ciascuna che, al momento della sua costruzione, lo hanno reso il ponte strallato a doppia campata con maggiore luce al mondo.

## Storia

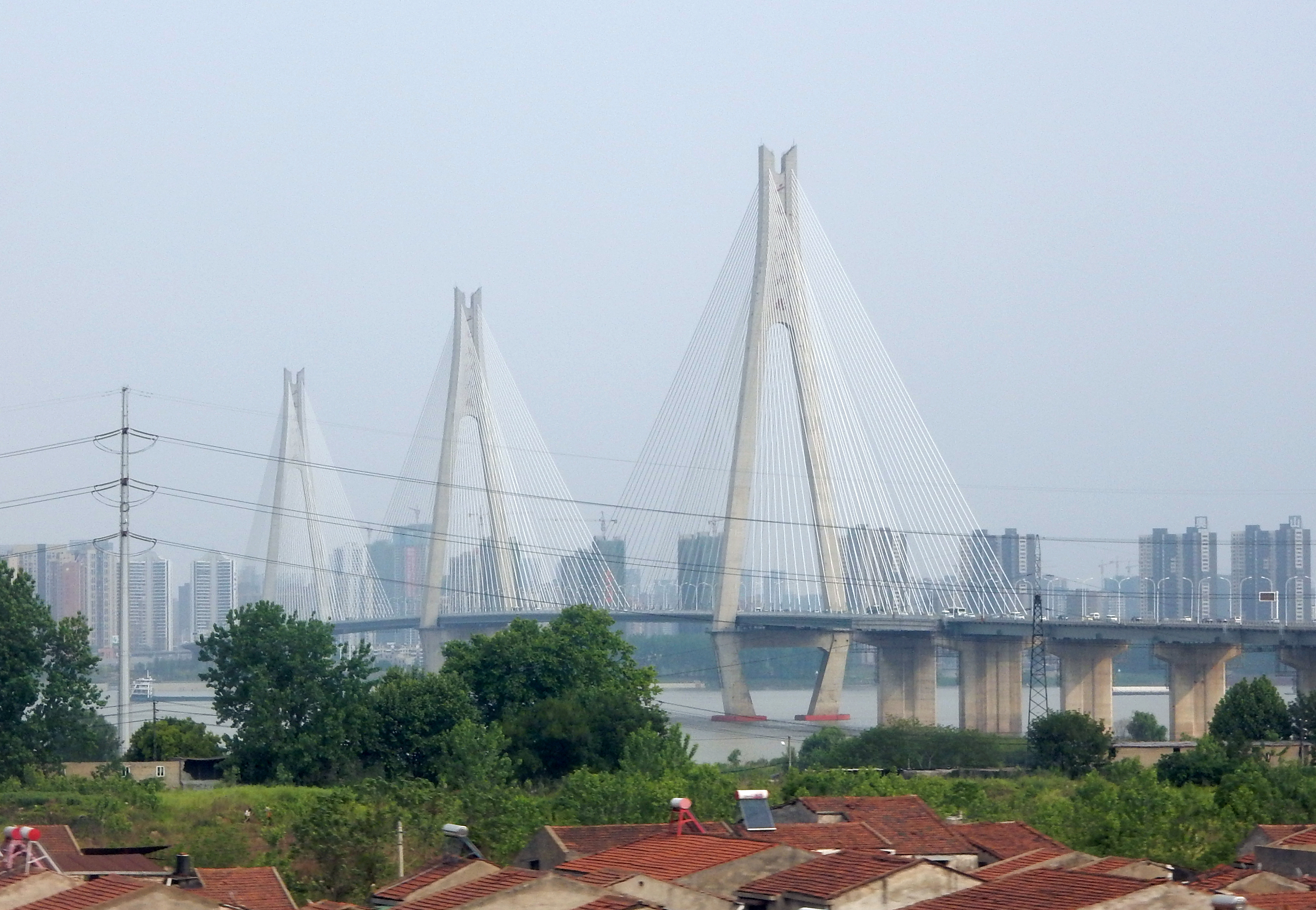
I tre piloni del ponte Erqi

Il ponte Erqi è il settimo ponte che attraversa il Fiume Azzurro in corrispondenza della città di Wuhan. Si trova 6,8 km a monte rispetto al ponte di Tianxingzhou, inaugurato nel 2009, e 3,2 km a valle del secondo ponte di Wuhan, finito di costruire nel 1995. Fa parte, insieme al ponte Yingwuzhou, della Seconda tangenziale di Wuhan.
La costruzione del ponte è iniziata nel 2008 ed è stato inaugurato il 31 dicembre 2011. Complessivamente i lavori sono durati 39 mesi e sono costati 7,284 miliardi di yuan.

## Descrizione
Il ponte Erqi è un ponte strallato autostradale dotato di tre grandi piloni in calcestruzzo armato e due campate principali da 616 metri di luce ciascuna. I piloni hanno la forma di una Y rovesciata e sono alti 209 metri. Al momento della sua costruzione è diventato il ponte strallato a doppia campata con maggiore luce al mondo.
Il ponte è lungo complessivamente 2922 metri, ma se si considerano anche le rampe di accesso sui due lari del fiume la lunghezza complessiva dell'infrastruttura arriva a 6507 metri.
L'impalcato stradale è sorretto da 6 ventagli di stralli in acciaio, 2 per pilone, ospita due carreggiate da 4 corsie ciascuna riservate al traffico autostradale ed è stato progettato per una velocità di crociera per gli autoveicoli di 60 km/h.